# ماتوش برو
ماتوش برو (انگلیسی: Matúš Bero؛ زادهٔ ۶ سپتامبر ۱۹۹۵) بازیکن فوتبال اهل اسلواکی است.
از باشگاه‌هایی که در آن بازی کرده‌است می‌توان به باشگاه ورزشی آ اس ترنچین اشاره کرد.
وی همچنین در تیم‌های ملی فوتبال زیر ۱۷ سال اسلواکی، زیر ۲۱ سال اسلواکی، و اسلواکی بازی کرده‌است.